# حمام خواجه نصیر
حمام خواجه نصیرالدین مربوط به دوره صفوی است و در مراغه، خیابان بهشتی، میدان تره بار قدیم واقع شده و این اثر در تاریخ ۱۱ مرداد ۱۳۸۴ با شمارهٔ ثبت ۱۲۴۳۴ به‌عنوان یکی از آثار ملی ایران به ثبت رسیده است.